# Duocars
Die Duocars Ltd. war ein britischer Automobil-Hersteller in Deptford, London. Diese Firma stellte von 1912 bis 1914 Kleinwagen unter dem Namen Duo her.
1912 entstand ein Wagen mit V2-Motor, der einen Hubraum von 964 cm³ hatte und eine Leistung von 8 bhp (5,9 kW) entwickelte. Der Radstand betrug 2438 mm, seine Spurweite 1067 mm.
1914 erschienen drei Nachfolger des ersten Duo. Alle drei Wagen besaßen das Fahrwerk des Vorgängers und waren 3150 mm lang und 1270 mm breit. Als Motorisierung standen für den Typ A ein Einzylindermotor mit 729 cm³ zur Verfügung, der Typ B besaß einen Zweizylinder-Reihenmotor mit 987 cm³ Hubraum und der Typ C wurde von einem Reihenvierzylindermotor mit 1094 cm³ Hubraum angetrieben.
Mit Beginn des Ersten Weltkrieges verschwanden die Duo vom Markt.

## Modelle
| Modell | Bauzeitraum | Zylinder | Hubraum  | Radstand | Gewicht                  |
| ------ | ----------- | -------- | -------- | -------- | ------------------------ |
| 8 hp   | 1912–1913   | 2 V      | 964 cm³  | 2438 mm  |                          |
| A      | 1914        | 1        | 729 cm³  | 2438 mm  | 305 kg (nur Fahrgestell) |
| B      | 1914        | 2 Reihe  | 987 cm³  | 2438 mm  | 305 kg (nur Fahrgestell) |
| C      | 1914        | 4 Reihe  | 1094 cm³ | 2438 mm  | 305 kg (nur Fahrgestell) |

## Quelle
- Culshaw, David & Horrobin, Peter: The Complete Catalogue of British Cars 1895–1975. Veloce Publishing plc, Dorchester 1997, ISBN 1-874105-93-6.